# Rečna struga
V fizični geografiji in hidrologiji je rečna struga reliefna oblika, na kateri je relativno ozko vodno telo, kot je reka, rečna delta ali morski preliv. Medtem ko se rečna struga običajno nanaša na naravno tvorbo, sorodna izraza prekop ali kanal označujeta podobno umetno strukturo.
Prekopi so pomembni za delovanje pristanišč in drugih vodnih teles, ki se uporabljajo za plovbo za ladijski promet. Seveda bodo prekopi spremenili svojo globino in kapaciteto zaradi procesov erozije in usedanja. Ljudje vzdržujemo plovne prekope s poglabljanjem in drugimi inženirskimi postopki.
Razširjeno se izraz nanaša tudi na tekočine, ki niso voda, npr. struga lave. Izraz se tradicionalno uporablja tudi za opis brezvodnih površin na Veneri.

## Nastanek
Začetek rečne struge se nanaša na mesto na pobočju gore, kjer voda začne teči med prepoznavnimi bregovi. To mesto se imenuje glava rečne struge in označuje pomembno mejo med procesi na pobočjih in fluvialnimi procesi. Glava rečne struge je najbolj zgornji del mreže strug in je določena s tekočo vodo med definiranimi prepoznavnimi bregovi. Nastane, ko se kopenski tok in/ali podzemni tok kopičita do točke, kjer lahko strižna napetost premaga odpornost talne površine proti eroziji. Glave rečnih strug so pogosto povezane s koluvijem, dolinami in zemeljskimi plazovi.
Površinski tok je primarni dejavnik pri začetku rečne struge, kjer se nasičenost površinskega toka poglobi, da se poveča strižna napetost in začne zarezovanje struge. Pvršinski tokovi se stekajo v topografskih depresijah, kjer se začne nastajanje struge. Sestava tal, vegetacija, padavine in topografija narekujejo količino in hitrost površinskega toka. Sestava tal določa, kako hitro pride do nasičenja, kohezivna moč pa zadrži vnos materiala iz površinskih tokov. Vegetacija upočasnjuje stopnje infiltracije med padavinami in rastlinske korenine zasidrajo zemljo na pobočjih.
Podpovršinski tok destabilizira tla in ponovno površje na pobočjih, kjer se pogosto oblikujejo glave strug. Posledica tega so pogosto nenadni dvigi in zemeljski plazovi. Kotanje nastanejo zaradi koncentriranih podzemnih tokov, kjer so koncentracije koluvija v stalnem toku. Glave strug, povezane z vdolbinami na strmem terenu, se pogosto selijo po pobočjih navzgor in navzdol, odvisno od količine usedlin in padavin.

## Naravne struge
Naravne struge so oblikovane z rečnimi procesi in jih najdemo po vsej Zemlji. Te večinoma tvori tekoča voda iz hidrološkega cikla, čeprav jih lahko tvorijo tudi druge tekočine, kot je tekoča lava, ki lahko tvori struge lave. Rečne struge opisujejo tudi globlji tok skozi greben, kleč, zaliv ali katero koli plitvo vodno telo. Primer reke, ki teče skozi peščeni kleč, je Columbia Bar - ustje reke Kolumbije.
Struga toka je fizična meja potoka (reke), ki jo sestavljajo struga in bregovi. Struge obstajajo v različnih geometrijah. Razvoj struge je nadzorovan z gibanjem vode in usedlin. Obstaja razlika med tokovi z nizkim naklonom (manj kot nekaj odstotkov naklona ali rahlo nagnjeni) in tokovi z visokim naklonom (strmi). Ločimo lahko veliko različnih vrst strug (npr. prepletena reka, tavajoča reka, meander itd.). Ob poplavah lahko pretok vode preseže zmogljivost struge in poplavne vode se razlijejo iz struge in po dnu doline, poplavnem območju ali drenažnem območju.
Primeri rek, ki so ujete v svojih strugah: Veliki kanjon reke Kolorado in Black Canyon reke Gunnison.
V širšem navtičnem kontekstu je kot geografsko ime kraja izraz struga druga beseda za morski preliv, ki je opredeljena kot relativno ozko vodno telo, ki povezuje dve večji vodni telesi. V tem navtičnem kontekstu so izrazi ožina, kanal in prehod sinonimi in običajno zamenljivi. Na primer, v arhipelagu se voda med otoki običajno imenuje preliv ali ožina. Rokavski preliv je ožina med Anglijo in Francijo.

## Vodne struge
Oblika struge je opisana z geometrijo (tloris, prečni prerezi, vzdolžni profil), ki jo oklepajo materiali njene struge in bregov. Ta oblika je pod vplivom dveh glavnih sil: odvajanja vode in dovajanja usedlin. Za erodibilne struge je medsebojno odvisnost njenih parametrov mogoče kvalitativno opisati z Laneovim načelom(znanim tudi kot Laneovo razmerje): produkt obremenitve sedimenta in velikosti dna Bukhara je sorazmeren zmnožku pretoka in naklona struge.

## Plovni kanali
Izraz plovni kanal se uporablja kot navtični izraz za označevanje poti za plovbo ladij, ki je pogosto označena (prim. boja) in včasih poglobljena. Thoresen razlikuje nekaj kategorij kanalov, od A (primeren za dnevno in nočno navigacijo z zajamčeno globino plovne poti) vse do D brez navigacijskih pripomočkov in le ocenjene globine, ki jih posreduje poveljniku ladje. Kar zadeva poglabljanje, so kanali lahko neomejeni (dovolj široki, da sprejmejo 10-15 širin največje ladje, ki se uporablja v tem kanalu, delno omejeni z omejenim poglabljanjem v plitvih vodah in popolnoma omejeni, kjer se poglablja celoten kanal. Slednji kanal, ki ga je v celoti ustvaril človek, se pogosto imenuje prekop,  pri čemer je primer Panamski prekop.
Izraz ne vključuje le globoko izkopanih delov estuarija ali reke, po katerih lahko plujejo ladje, ki vodijo do pristaniških objektov, ampak tudi manjše prekope, ki dostopajo do pristaniških objektov za čolne, kot so marine. Ko izkopani prekopi prečkajo zalivsko blato ali peščeno dno, je pogosto potrebno večkratno poglabljanje zaradi nestabilnega kasnejšega premikanja bentoških tal.
Odgovornost za spremljanje pogojev plovnosti plovnih poti do različnih pristaniških zmogljivosti je različna, dejanska vzdrževalna dela pa pogosto izvaja tretja oseba. Nevihte, stanja morja, poplave in sezonska sedimentacija negativno vplivajo na plovnost. 
Primer
V ZDA plovne kanale nadzoruje in vzdržuje Inženirska enota vojske Združenih držav Amerike (USACE), čeprav poglabljanje dna pogosto izvajajo zasebni izvajalci (pod nadzorom USACE). USACE spremlja tudi kakovost vode in nekatere sanacije. Prvič je bil ustanovljen z Zakonom o rekah in pristaniščih iz leta 1899 in spremenjen z akti iz let 1913, 1935 in 1938. Na primer, USACE je razvil Intracoastal Waterway in ima oddelek Mississippi Valley, ki je odgovoren za reko Misisipi od Zaliva do Kaira, Illinois, severnoatlantski oddelek za newyorško pristanišče in pristanišče Boston ter južni pacifiški oddelek za pristanišče Los Angeles in pristanišče Long Beach. Nadzor nad plovnimi potmi in nekateri odzivi na nujne primere sodijo v pristojnost obalne straže Združenih držav, vključno s celinskimi prekopi, ki služijo pristaniščem, kot je Saint Louis, na stotine milj od katere koli obale. Različne državne ali lokalne vlade vzdržujejo manjše kanale, na primer nekdanji prekop Erie.